# Deux-Jumeaux

Deux-Jumeaux este o comună în departamentul Calvados, Franța. În 1 ianuarie 2022 avea o populație de 56 de locuitori.